# Asaperda tenuicornis
Asaperda tenuicornis là một loài bọ cánh cứng trong họ Cerambycidae.